# Altana (architettura)

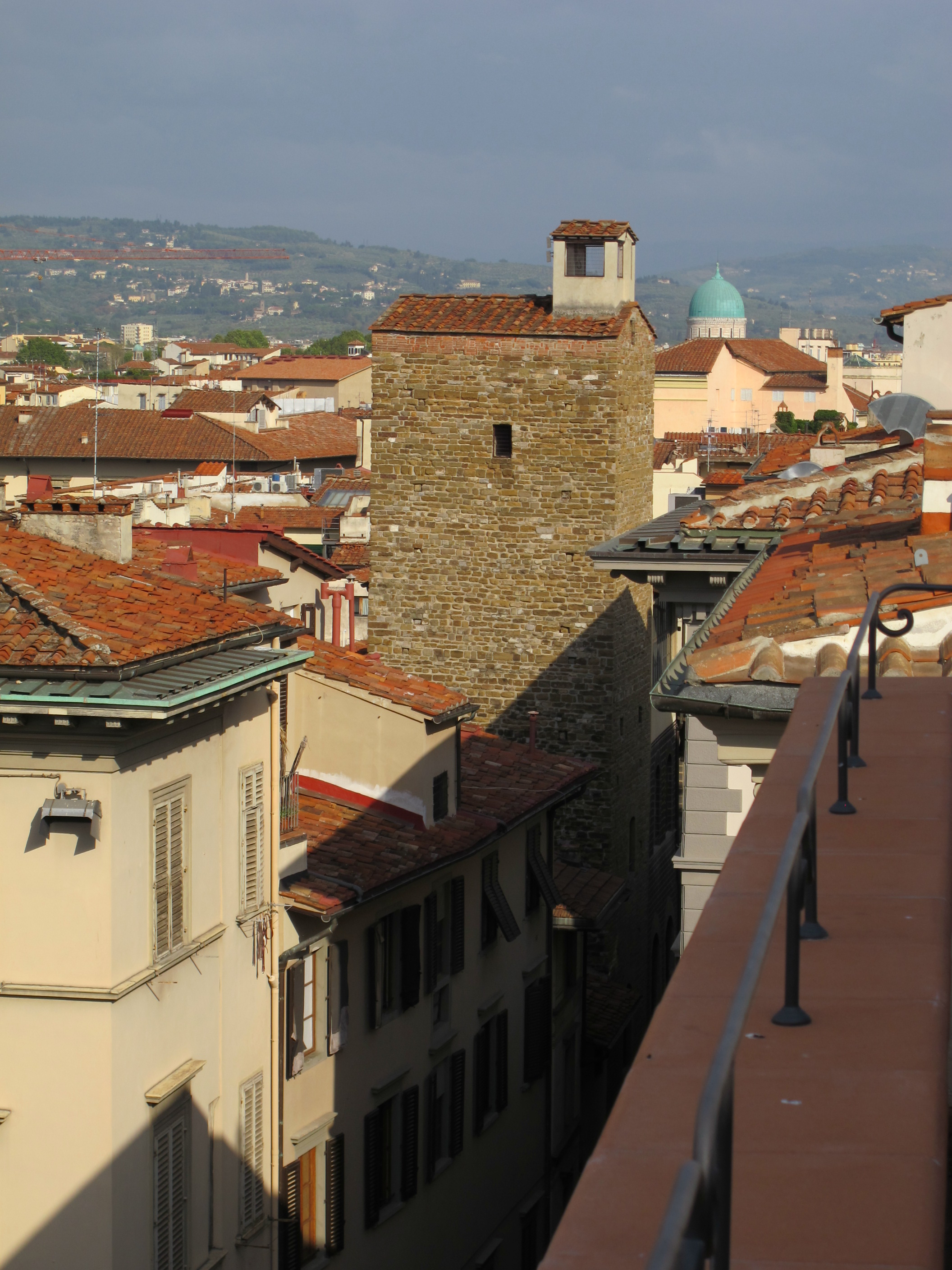
Altana sopra la Torre dei Visdomini a Firenze

L'altana è una piattaforma o loggetta posta nella parte più elevata di un edificio, oltre il tetto del corpo principale. A differenza di terrazze e balconi, l'altana non sporge, ma si eleva rispetto all'edificio.
L'altana è una forma di belvedere. 
L'altana viene impiegata anche in campo militare con funzione di osservazione.

## Nei monasteri
Le altane in forma di loggetta sono presenti in tutti i monasteri femminili ricostruiti dopo il sisma del 1693 nella Sicilia orientale; grazie alle gelosie di ferro battuto le monache di clausura potevano assistere alle processioni religiose rimanendo protette dagli sguardi.

## Altane a Venezia

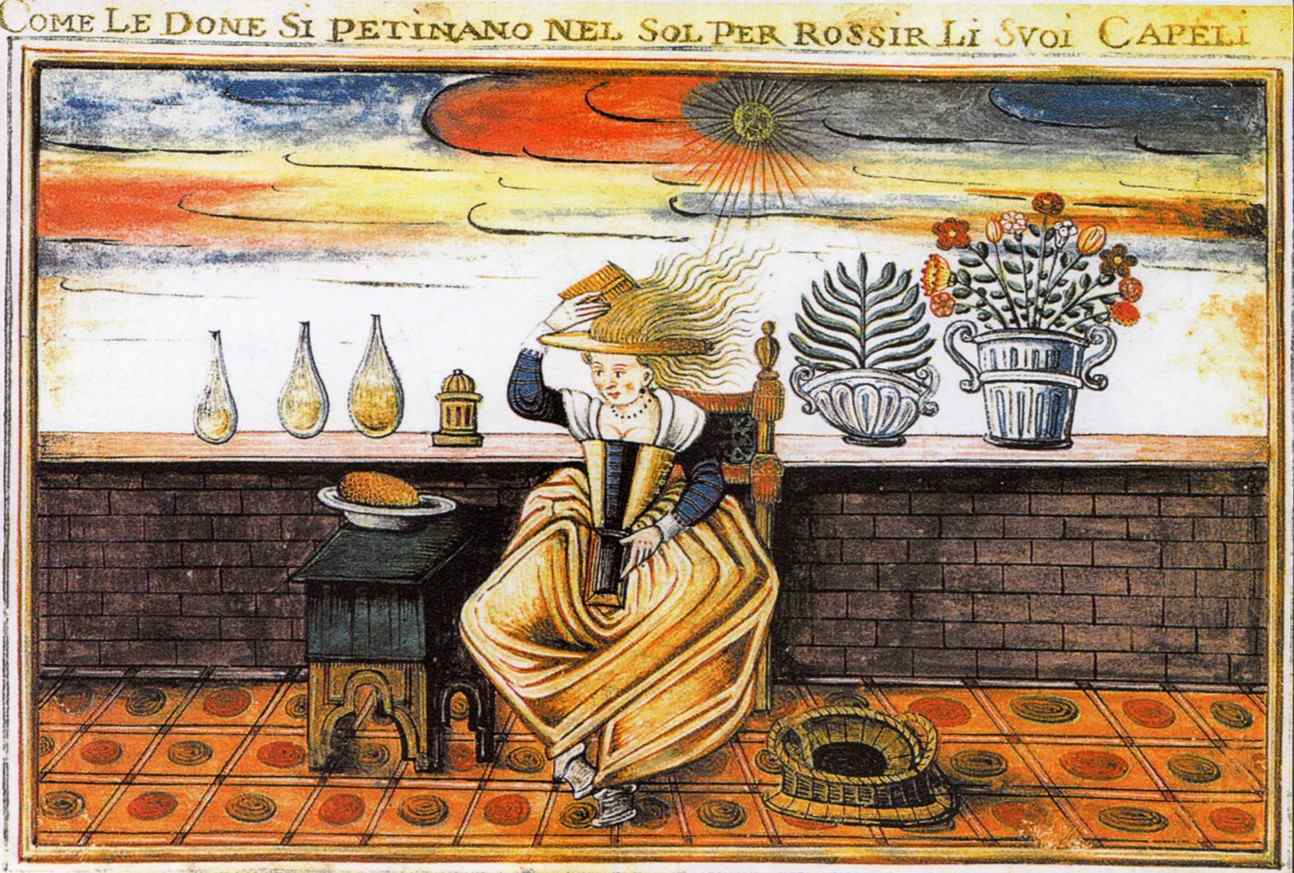

A Venezia le altane sono quelle terrazze pensili che si vedono sopra i tetti delle case e sulle quali ci si reca per stendere il bucato, per prendere i fresco o per godere del panorama.
Le dame veneziane si recavano nell'altana dove prendevano il sole per imbiondire i capelli, il famoso biondo veneziano. 
(Giuseppe Tassini, Curiosità veneziane, 1863)
.

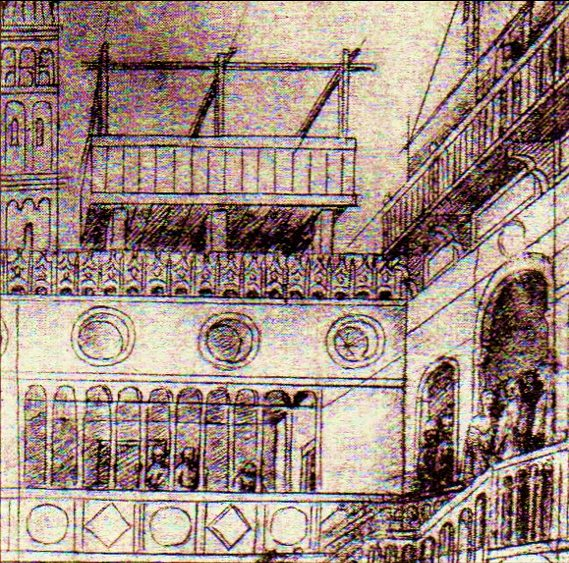
Bellini, Presentazione della Vergine al Tempio, disegno, particolare
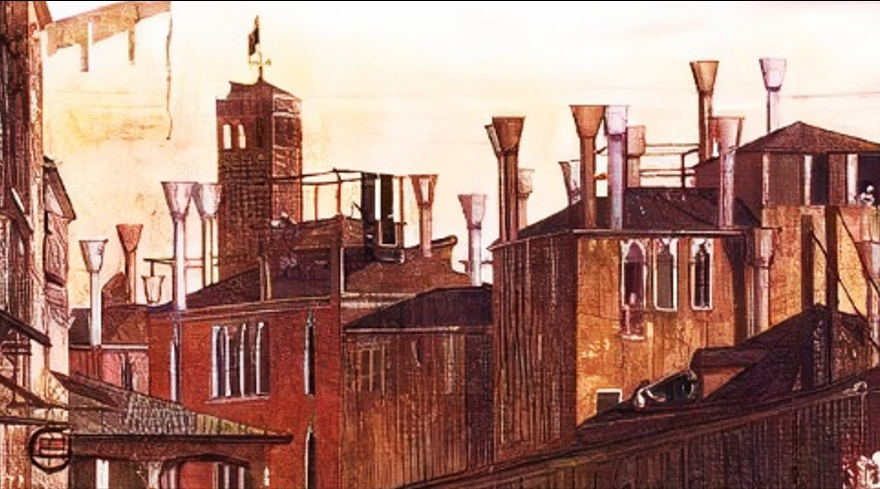
Carpaccio, Miracolo della reliquia della croce, 1496, particolare
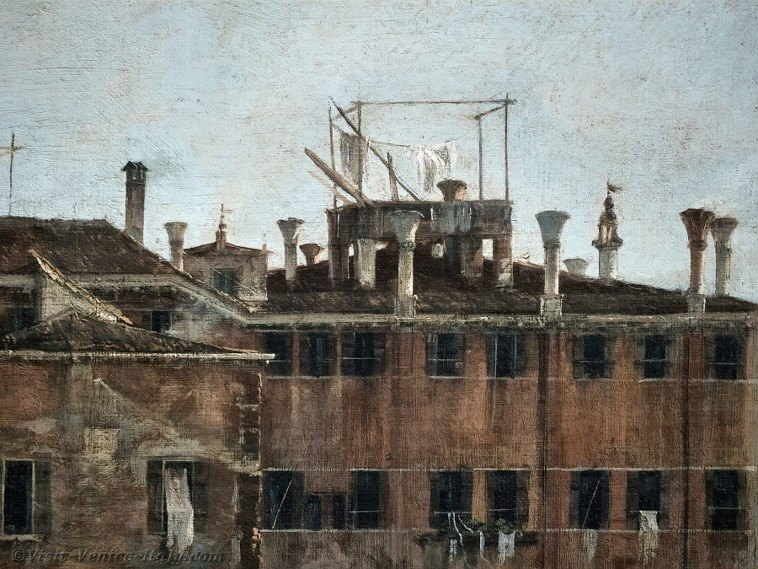
Canaletto, Rio dei mendicanti, 1724, particolare
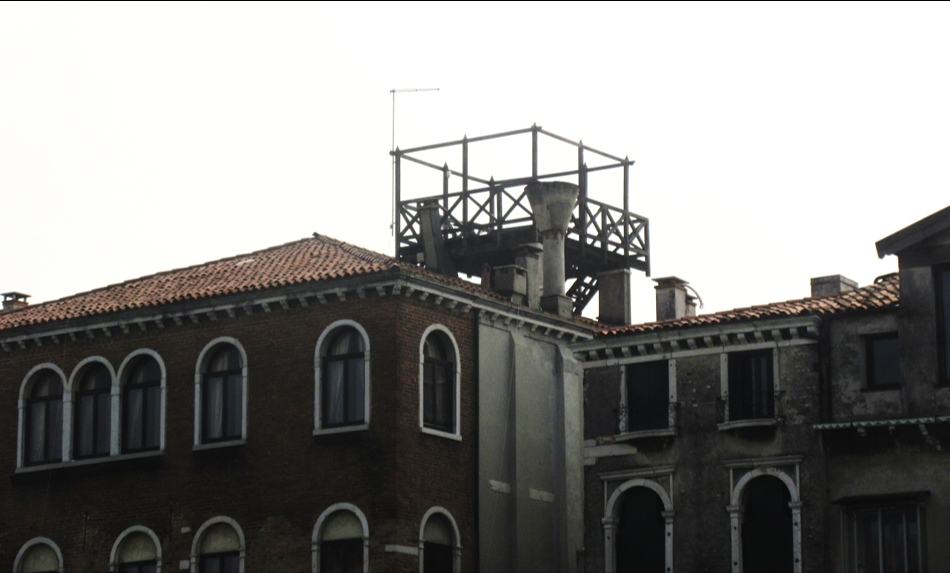
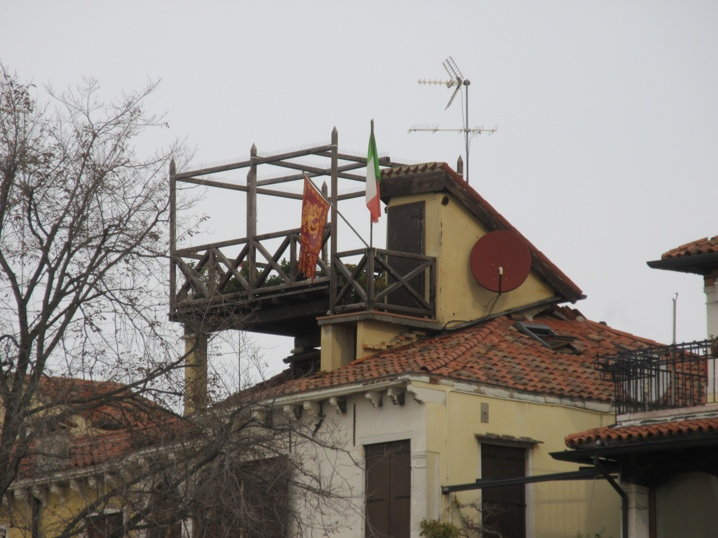
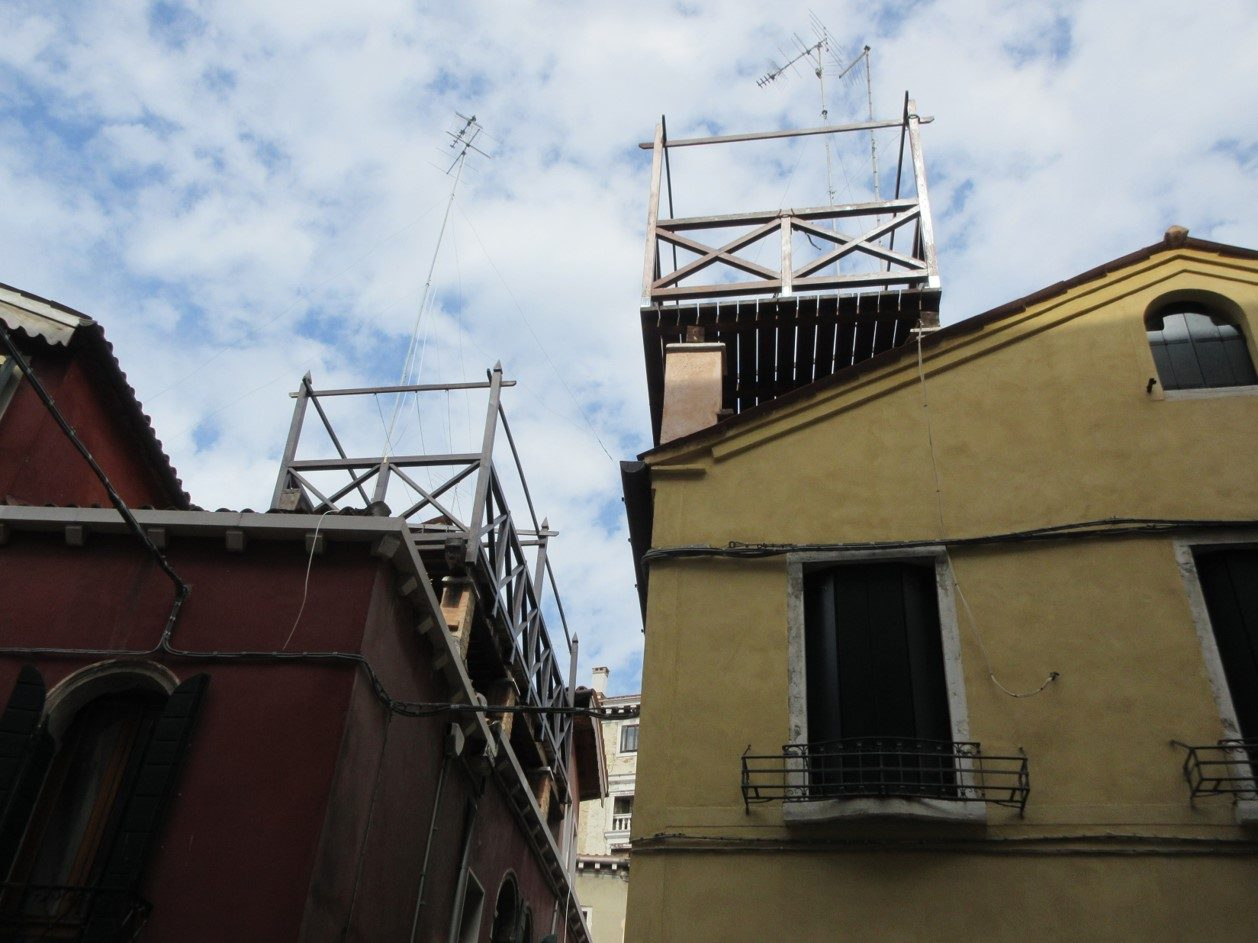
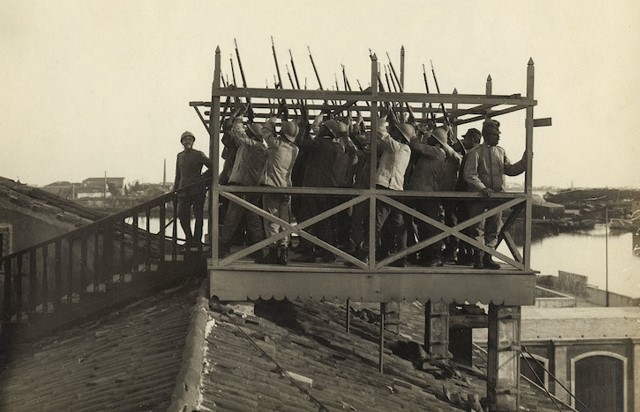
Postazione antiaerea sull'altana, guerra 1915-1918